# 藤蔭高等学校
藤蔭高等学校（とういんこうとうがっこう）は、大分県日田市田島本町にある私立高等学校。

## 学科
全日制
- 普通科
  - 特別進学コース　定員120名
  - 進学コース
  - 保育コース
- 情報経済科　定員80名
  - 会計系
  - 情報系・デザイン系

通信制
- 普通科

## 沿革
- 1950年（昭和25年）5月6日 - 日田市中の島に日田高等経理学校として開校。
- 1950年（昭和25年）9月1日 - 同校日田市田島町371番地に移転。
- 1954年（昭和29年）9月1日 - 日田市田島町284番地（現在地）に移転して日田商業高等学校が開校。
- 1975年（昭和50年）4月1日 - 普通科新設。
- 1985年（昭和60年）1月1日 - 藤蔭高等学校に校名変更。
- 1995年（平成7年）4月1日 - 会計科新設。
- 2000年（平成12年）4月1日 - 情報経済科新設。
- 2001年（平成13年）4月1日 - 情報経済科にデザインコース（女子のみ）新設。

## 部活動
- 野球部
  - 1990年夏（第72回） - 第1回戦で仙台育英高校に2対4で敗北。
  - 1995年春（第67回） - 第1回戦で香川県立観音寺中央高校に2対4で敗北。
  - 2018年夏（第100回） - 第1回戦で星稜高校に4対9で敗北。
  - 2019年夏（第101回） - 第1回戦で明徳義塾高校に4対6で敗北。

- 女子バスケットボール部
  - ウインターカップ11回出場。
  - 高校総体17回出場。

## 著名な出身者
- 原田裕花 - バスケットボール選手。1996年アトランタ五輪代表。
- 山田奈津子 - バスケットボール選手。
- 川﨑義文 - プロ野球選手。
- 森章剛 - プロ野球選手。
- 一岡竜司 - プロ野球選手。
- 上杉あずさ - ローカルタレント。
- 田中月菜 - 女子競輪選手。
- 松石信八 - プロ野球選手。

## アクセス
- JR久大本線日田駅より徒歩3分
- 日田彦山線BRT・日田市役所前駅（登下校時間帯にのみ運行）